# Cappuccetto rosso (film 1955)
Cappuccetto Rosso (Red Riding Hoodwinked) è un film del 1955 diretto da Friz Freleng e prodotto da Warren Foster. 
È un cortometraggio d'animazione della serie Looney Tunes, prodotto dalla Warner Bros. Cartoons e uscito negli Stati Uniti il 29 ottobre 1955.